# Rostskatta
Rostskatta (Solanum robustum) är en art i familjen potatisväxter från Brasilien. Arten odlas som utplanteringsväxt i Sverige.

## Synonymer
- Solanum alatum Seem. & Schmidt
- Solanum concepcionis Chodat & Hassler
- Solanum concepcionis var. robustius Chodat
- Solanum concepcionis var. typicum Chodat
- Solanum euracanthum Dunal
- Solanum robustum H.Wendl.
- Solanum robustum f. decurrens Hassl.
- Solanum robustum f. rupestre Hassl.
- Solanum robustum f. typicum Hassl.
- Solanum robustum var. concepcionis Hassl.
- Solanum robustum var. laxepilosum Hassl.